# Zoey Deutch

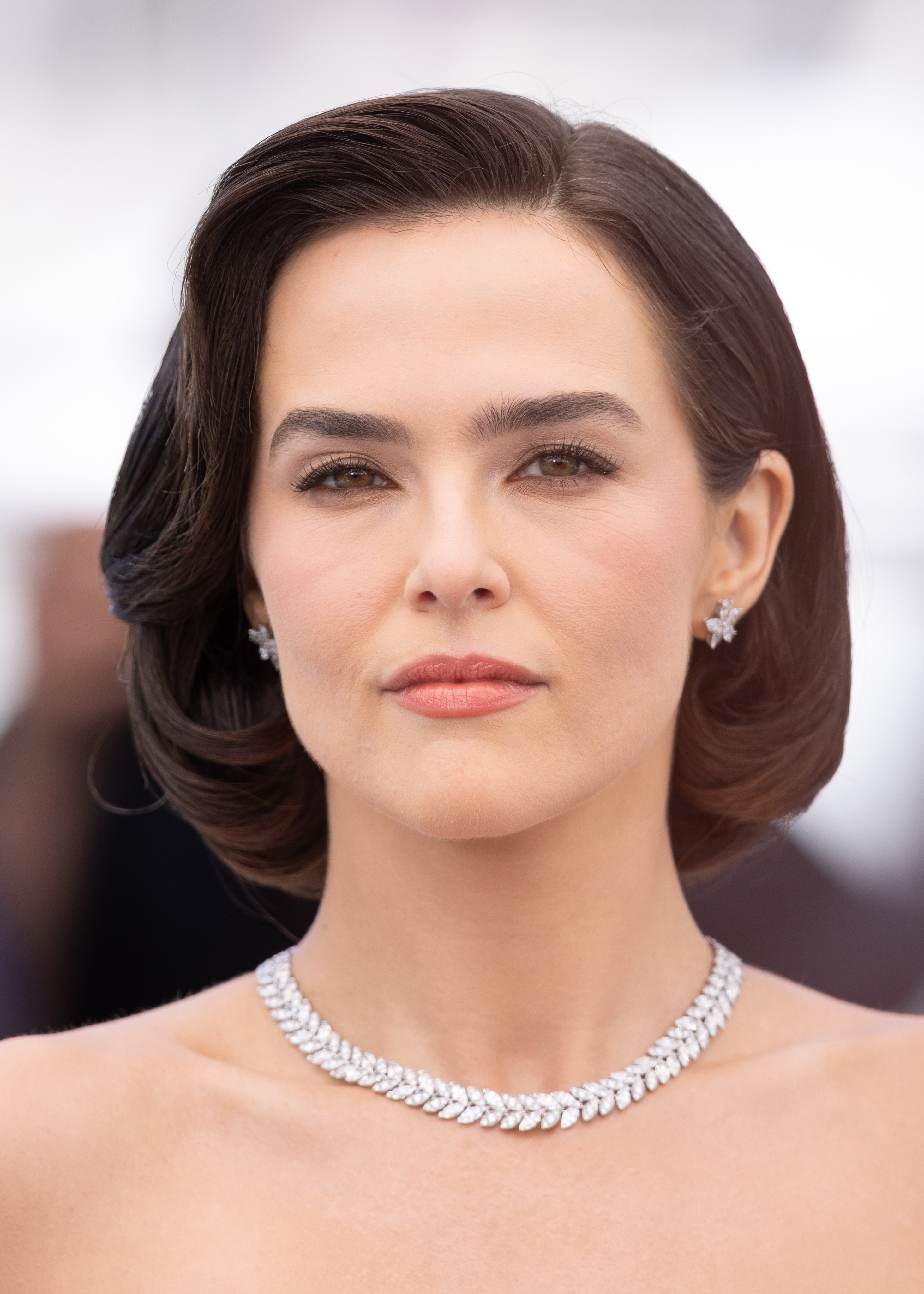
Zoey Deutch (2025)

Zoey Francis Thompson Deutch (* 10. November 1994 in Los Angeles, Kalifornien) ist eine US-amerikanische Schauspielerin.

## Leben
Zoey Deutch ist die Tochter der Schauspielerin und Regisseurin Lea Thompson und des Regisseurs Howard Deutch sowie die jüngere Schwester von Madelyn Deutch, die 2011 ebenfalls in ihre Schauspielkarriere startete.
Ihre Karriere als Schauspielerin begann sie bereits in jungen Jahren. Während ihrer Schulzeit, die sie unter anderem an der Oakwood School und der Los Angeles County High School for the Arts verbrachte, war sie in lokalen Produktionen als Schauspielerin aktiv. Durch ihre bekannten Eltern wurde sie speziell im Schauspiel ausgebildet und dadurch auch gefördert; ihr Hauptfach an der High School war Theater.
Von 2011 bis Februar 2012 war sie mit Josh Hutcherson liiert, von 2012 bis 2016 mit Avan Jogia.

## Karriere
Ab 2010 kam Deutch in größeren Film- und Fernsehproduktionen zum Einsatz. Sie wurde für eine kurzzeitige Nebenrolle in der Fernsehserie Zack & Cody an Bord gecastet und war bis 2011 in insgesamt acht Episoden der Serie als Maya Bennett zu sehen. Durch den Erfolg in dieser Rolle bekam sie im Laufe der Zeit auch andere Engagements und wurde dabei unter anderem für eine Nebenrolle im Film Mayor Cupcake gebucht, in dem sie unter anderem neben ihrer Mutter und ihrer rund drei Jahre älteren Schwester spielte. Außerdem sah man die begeisterte Tänzerin 2011 auch in jeweils einer Episode von Navy CIS und Criminal Minds: Team Red.
Nach ihren Erfolgen mit Zack & Cody an Bord wurde Deutch noch im Jahr 2011 für ihre nächste größere Produktion gebucht. Dabei erhielt sie in Marc Cherrys Pilotfolge Hallelujah eine der singenden Hauptrollen, die es aber nicht ins Programm des Senders schaffte. Im Juli 2011 bekam sie in der The-CW-Serie Ringer die Rolle der Juliet Martin, die zuvor von Caitlin Custer gespielt worden war, in der sie von September 2011 bis Mai 2012 zu sehen war.
2013 spielte sie die Rolle der Emily Asher in Beautiful Creatures – Eine unsterbliche Liebe. Außerdem war sie in einigen Episoden der ABC-Family-Fernsehserie Switched at Birth als Elisa zu sehen. In der im Februar 2014 in die Kinos gekommenen Verfilmung des Romans Blutsschwestern, Vampire Academy, übernahm Deutch neben der Australierin Lucy Fry die Hauptrolle der Rosemarie „Rose“ Hathaway.
Im Musikvideo zu Ed Sheerans Erfolgssingle Perfect übernahm sie die Hauptrolle an der Seite des Sängers, ebenso 2021 im Musikvideo der Single Anyone an der Seite von Justin Bieber.
2018 wurde sie in die Academy of Motion Picture Arts and Sciences berufen, die jährlich die Oscars vergibt.

## Filmografie
- 2010–2011: Zack & Cody an Bord (The Suite Life on Deck, Fernsehserie, 8 Episoden)
- 2011: Mayor Cupcake
- 2011: Navy CIS (NCIS, Fernsehserie, Episode 8x17)
- 2011: Criminal Minds: Team Red (Criminal Minds: Suspect Behavior, Fernsehserie, Episode 1x12)
- 2011–2012: Ringer (Fernsehserie, 18 Episoden)
- 2013: Beautiful Creatures – Eine unsterbliche Liebe (Beautiful Creatures)
- 2013: Switched at Birth (Fernsehserie, 2 Episoden)
- 2014: Vampire Academy
- 2016: Dirty Grandpa
- 2016: Everybody Wants Some!!
- 2016: Vincent N Roxxy
- 2016: Why Him?
- 2016: Good Kids
- 2017: Wenn du stirbst, zieht dein ganzes Leben an dir vorbei, sagen sie (Before I Fall)
- 2017: Rebel in the Rye
- 2017: The Disaster Artist
- 2017: Ed Sheeran – Perfect (Musikvideo)
- 2017: The Year of Spectacular Men
- 2017: Flower
- 2018: Set it up
- 2018: The Professor (Richard Says Goodbye)
- 2019: Buffaloed
- 2019–2020: The Politician (Fernsehserie, 15 Episoden)
- 2019: Zombieland: Doppelt hält besser (Zombieland: Double Tap)
- 2020: Princess Bride (Fernsehserie, Episode 1x10)
- 2021: Justin Bieber – Anyone (Musikvideo)
- 2021: Fairtrax (Fernsehserie, Stimme, 1 Episode)
- 2022: The Outfit
- 2022: Not Okay
- 2022: Weihnachtsgeschenke von Tiffany (Something from Tiffany’s)
- 2024: Juror #2
- 2025: The Threesome
- 2025: Nouvelle Vague

## Auszeichnungen
British Independent Film Award
- 2022: Nominierung als Beste Nebendarstellerin (The Outfit)[11]